# Trombocitosi
Si definisce trombocitosi o piastrinosi o trombocitemia un aumento oltre la soglia del range di normalità  (150–450 x 103/μL) del numero delle piastrine.

Benché esistano fisiologiche variazioni nel numero delle piastrine, la permanenza di valori superiori a  750 x 103/μL rappresenta una condizione sufficiente all'esecuzione di indagini di secondo livello.

## Classificazione
Nella nosografia classica la trombocitosi viene distinta in secondaria (più frequente) e primitiva (ovvero essenziale).

Tra le trombocitosi secondarie di rilievo vengono distinte le seguenti categorie:
Trombocitosi fisiologiche
- Costituzionale
- Esercizio fisico protratto ed intenso
- Secondaria a parto

Trombocitosi reattive
- Post-emorragia
- Fase di recupero da piastrinopenia o pancitopenia
- Carenza di ferro (emorragia cronica o carenza nutrizionale)
- Post-splenectomia
- Agenesia della milza
- Sequestro splenico
- Malattie infettive (Tubercolosi, sifilide, osteomielite
- Malattie infiammatorie croniche (Rettocolite ulcerosa, artrite reumatoide, ecc)
- Sindrome nefrosica
- Neoplasie solide (carcinomi, linfomi, ecc.)
- Sindrome mielodisplastica 5q-

Escluse tutte le cause di trombocitosi secondaria, si pone il sospetto diagnostico di trombocitemia essenziale.

## Profilo clinico
La trombocitosi è spesso un riscontro isolato ed incidentale rilevato attraverso l'esame emocromocitometrico di routine. 
La trombocitosi è un fattore predisponente la trombosi sia venosa che arteriosa, tuttavia, paradossalmente, nei casi gravi (piastrine > 1 500 x 103/μL), può essere responsabile di malattia di von Willebrand acquisita.